# إدراك ذاتي
يعتبر الإدراك الذاتي (بالإنجليزية: Self-awareness) في فلسفة الذات تجربة شخصية الفرد أو فرديته. لا يجب الخلط بينه وبين الوعي من ناحية الكيفيات المحسوسة، فالوعي هو إدراك بيئة المرء وجسده ونمط حياته، أما إدراك الذات هو تمييز هذا الإدراك. الإدراك الذاتي هو كيفية معرفة وفهم الفرد بوعي شخصيته ومشاعره ودوافعه ورغباته. هناك فئتان رئيسيتان من الإدراك الذاتي: الإدراك الذاتي الداخلي والإدراك الذاتي الخارجي.

## أساس بيولوجي عصبي

### مقدمة
توجد العديد من الأسئلة المتعلقة بأي جزء من الدماغ يسمح لنا بأن نكون مدركين لأنفسنا وكيف نُبرمج بيولوجيًا لنكون مدركين لذاتنا. تكهن ف. س. راماشاندران بأن الخلايا العصبية المرآتية توفر الأساس العصبي للوعي الذاتي للإنسان. في مقال كتبه لمؤسسة إيدج في عام 2009، قدم راماشاندران التفسير التالي لنظريته: «... توقعت أيضًا أن هذه الخلايا العصبية لا تساعد في محاكاة سلوك الآخرين فحسب، بل يمكنها أن تتوجه نحو «الداخل» -إن صح التعبير- لإنشاء تمثيلات من الدرجة الثانية أو تمثيلات خلفية لعمليات دماغك السابقة. يمكن أن يكون هذا الأساس العصبي للاستبطان، ولتبادلية الوعي الذاتي والوعي بالآخرين. من الواضح أنه يوجد هنا سؤال الدجاجة أم البيضة حول الوعى المطور أولًا، ولكن... النقطة الرئيسية هي أن الاثنين تطورا بشكل مشترك، وأثر كل منهما على الآخر لخلق التمثيل الناضج للذات الذي يميز البشر المعاصرين.

### جسديًا
يرتبط الوعي الجسدي (الذاتي) باستقبال الحس العميق والتصور.

#### الصحة
في الصحة والطب، يعتبر الوعي الجسدي بناءً يشير إلى قدرة الشخص الكلية على توجيه تركيزه على الأحاسيس الداخلية المختلفة بدقة. يسمح استقبال الحس العميق والإحساس الداخلي للأفراد بأن يكونوا مدركين الأحاسيس المختلفة بوعي. يسمح استقبال الحس العميق للأفراد والمرضى بالتركيز على الأحاسيس في عضلاتهم ومفاصلهم، ووضعية الجسم، والتوازن، بينما يستخدم الحس الداخلي لتحديد أحاسيس الأعضاء الداخلية، مثل تذبذب ضربات القلب، أو معدل التنفس، أو آلام الرئة أو الشبع. تعتبر زيادة الوعي بالجسم، ونقص الوعي الحاد بالجسم، والوعي المحرّف بالجسم أعراضًا توجد في مجموعة متنوعة من الاضطرابات والحالات الصحية، مثل السمنة وفقدان الشهية العصابي وآلام المفاصل المزمنة. فمثلًا، يعاني مريض فقدان الشهية العصابي من وعي محرّف بالشبع.

#### النمو البشري
يشير الوعي الذاتي الجسدي في النمو البشري إلى وعي الفرد بجسده ككائن مادي، له خصائص فيزيائية يمكن أن تتفاعل مع أشياء أخرى. أظهرت الاختبارات أنه في عمر بضعة أشهر فقط، يدرك الطفل المتهادي بالفعل العلاقة بين معلومات الحس العميق والمعلومات المرئية التي يتلاقاها. يسمى ذلك الإدراك الذاتي من منظور الشخص الأول.
يبدأ الأطفال في عمر 18 شهرًا تقريبًا وما بعده، في تطوير إدراك ذاتي انعكاسي، وهي المرحلة التالية من الإدراك الجسدي وتتضمن إدراك الأطفال لأنفسهم في الانعكاسات والمرايا والصور. يميل الأطفال الذين لم يكتسبوا على هذه المرحلة من الإدراك الذاتي الجسدي، إلى اعتبار انعكاسات أنفسهم أطفال آخرين ويستجيبون وفقًا لذلك، كما لو كانوا ينظرون إلى شخص آخر وجهًا لوجه. في المقابل، يدرك أولئك الذين وصلوا إلى هذا المستوى من الإدراك أنهم يرون أنفسهم، فإذا رأوا أوساخًا على وجوههم في الانعكاس يلمسون وجوههم لمسحها.
يبدأ الأطفال المتهادين بعد أن يصبحوا مدركين لذواتهم بشكل انعكاسي، في تطوير القدرة على التعرف على أجسادهم كأشياء مادية في الزمان والمكان تتفاعل وتؤثر على أشياء أخرى. فمثلًا، يدرك الطفل المتهادي الموضوع على بطانية عندما يُطلب منه تسليم البطانية لشخص ما، أنه بحاجة إلى النزول عنها ليتمكن من حملها. وتعد هذه المرحلة الأخيرة من الإدراك الذاتي للجسم وتسمى الوعي الذاتي الموضوعي.

### الحيوانات من غير البشر

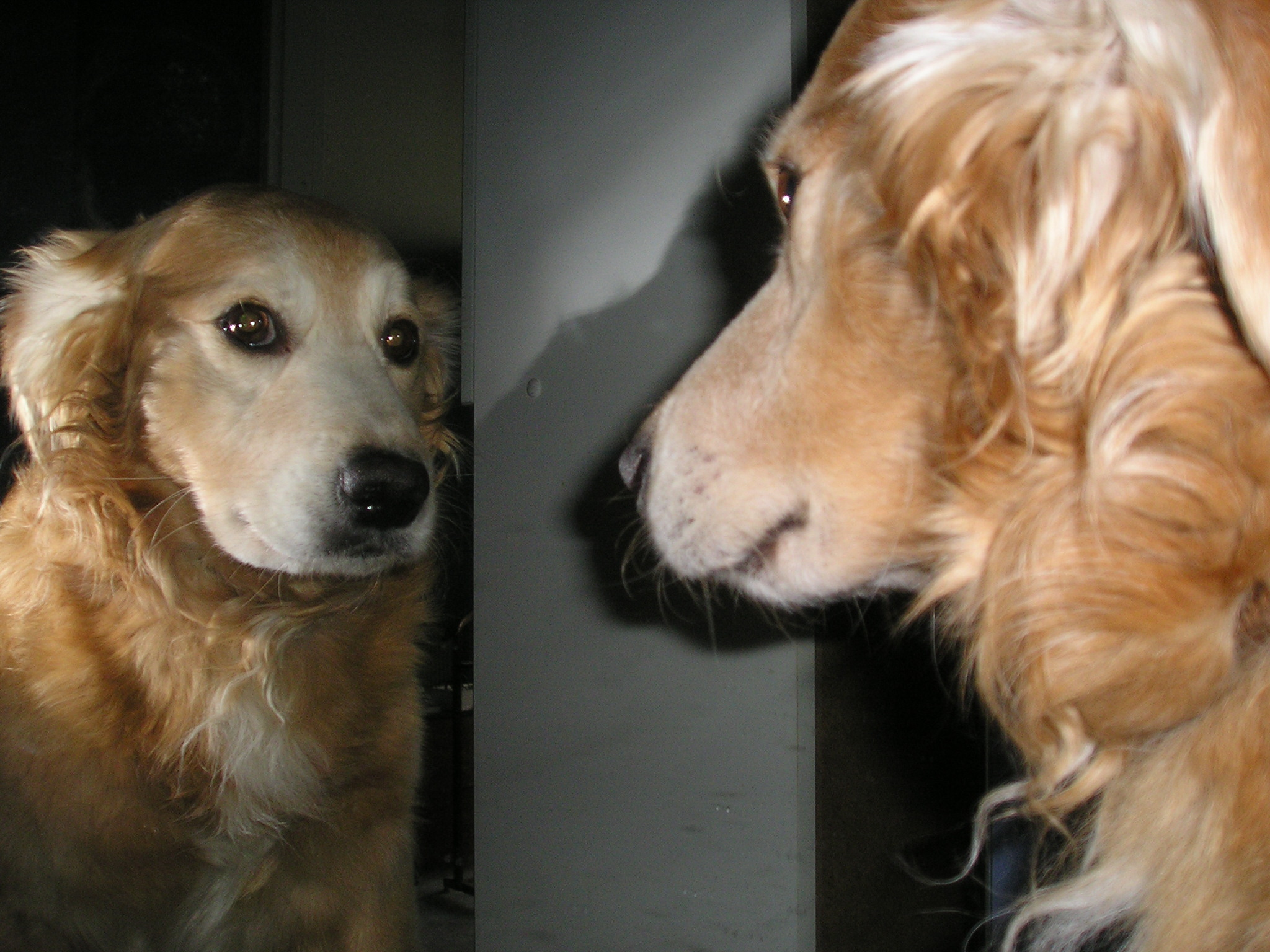
اختبار المرآة أحد أبسط الاختبارات في التعرف على الإدراك الذاتي

أُجريت دراسات على الرئيسيات بشكل أساسي لاختبار وجود الإدراك الذاتي عندها. دُرست القرود، والسعادين، والفيلة والدلافين بشكل متكرر. أجريت الدراسات الأكثر أهمية حتى يومنا هذا، والتي تمثل الإدراك الذاتي عند الحيوانات على الشمبانزي والدلافين والعقعق. اختُبر الإدراك الذاتي عند الحيوانات من خلال التعرف على الذات بالمرآة.
تمر الحيوانات التي تبدي تعرفًا على الذات في المرآة بأربع مراحل:
1. الاستجابة اجتماعية
2. فحص المرآة المادية،
3. سلوك اختبار المرآة المتكرر،
4. اختبار العلامة، والذي يتضمن ملامسة الحيوانات تلقائيًا لعلامة على أجسامها كان من الصعب رؤيتها بدون المرآة.[11]

يقول ديفيد دي غرازيا أن هناك ثلاثة أنواع من الإدراك الذاتي عند الحيوانات؛ أولها الوعي الذاتي الجسدي. يسمح الإحساس بهذا الوعي للحيوانات فهم أنها مختلفة عن بقية البيئة؛ وهو أيضًا سبب عدم أكل الحيوانات نفسها. يشمل الوعي الجسدي أيضًا الحس العميق والحواس. يعد الإدراك الذاتي الاجتماعي النوع الثاني من الإدراك الذاتي عند الحيوانات. يُلاحظ هذا النوع من الإدراك عند الحيوانات الاجتماعية للغاية وهو الإدراك بأن لها دورًا داخل نفسها من أجل البقاء. ويسمح هذا النوع من الإدراك للحيوانات بالتفاعل مع بعضها البعض. أما النوع الأخير من الإدراك الذاتي هو الإدراك الاستبطاني. وهو الإدراك المسؤول عن فهم الحيوانات المشاعر والرغبات والقناعات.
تدرس تقنية البقعة الحمراء التي ابتكرها وجربها غوردون غالوب الإدراك الذاتي لدى الحيوانات (الرئيسيات). في هذه التقنية، توضع بقعة حمراء عديمة الرائحة على جبين الرئيسيات المخدرة. توضع البقعة على الجبهة حتى لا تراها الحيوانات إلا من خلال المرآة. وعند استيقاظ الحيوان، تُلاحظ حركات مستقلة تجاه البقعة بعد رؤية انعكاسه في المرآة. استخدم الشمبانزي في أثناء تقنية البقعة الحمراء، بعد النظر في المرآة، أصابعه للمس النقطة الحمراء التي كانت على جبهته، وحتى أنه شم رائحة أصابعه بعد لمس النقطة الحمراء. يقول غالوب: «يمكن للحيوانات التي تستطيع التعرف على نفسها في المرايا تصوّر نفسها». وتعد الفيلة مثالًا رئيسيًا آخر. وضعت ثلاثة فيلة أمام مرايا كبيرة حيث درس المجربون رد الفعل عندما رأت الفيلة انعكاسها. طُبق «اختبار علامة عباد الشمس» على هذه الفيلة لمعرفة ما إذا كانت تدرك ما كانت تبحث عنه. طُبقت هذه العلامة المرئية على الفيلة وأبلغ الباحثون عن تقدم كبير في الإدراك الذاتي. شاركت الفيلة معدل النجاح هذا مع حيوانات أخرى مثل القرود والدلافين.
تقارن الشمبانزي والقردة الأخرى -الأنواع المدروسة على نطاق واسع- كثيرًا مع البشر بالنتائج الأكثر إقناعًا والأدلة المباشرة في نسبية الإدراك الذاتي لدى الحيوانات حتى الآن. خضعت الدلافين لاختبار مماثل وحققت نفس النتائج. اكتشفت ديانا ريس، عالمة الأحياء النفسية في معرض الأحياء المائية في نيويورك، أنه يمكن للدلافين قارورية الأنف التعرف على نفسها في المرايا.
استخدم الباحثون أيضًا اختبار العلامة أو اختبار المرآة لدراسة إدراك العقعق الذاتي. وضع بريور وآخرون علامة على رقبة الطيور، نظرًا لأن غالبية الطيور لا ترى أسفل منقارها، بثلاثة ألوان مختلفة: الأحمر والأصفر والأسود (وهي علامة كاذبة، لأن العقعق في الأصل سوداء). عند وضعها أمام المرآة، بدأت الطيور ذات البقع الحمراء والصفراء في خدش أعناقها، ما يشير إلى إدراكها وجود شيء مختلف على أجسامهما. في أثناء إحدى التجارب التي استخدمت فيها مرآة وعلامة، أظهر ثلاثة من أصل خمسة طيور عقعق مثالًا واحدًا على الأقل على السلوك الموجه ذاتيًا. استكشفت طيور العقعق المرآة بالتحرك نحوها والنظر خلفها. كان أحد طيور العقعق، هارفي، في أثناء عدة تجارب يلتقط الأشياء، ويقف، ويرفرف قليلًا بجناحيه، كل ذلك أمام المرآة والأشياء في منقاره.

## في الفلسفة
يقول ديكارت: 

## في علم النفس
يستخدم هذا المصطلح في علم النفس للإشارة إلى عدة نواحي:
- كشكل من أشكال الذكاء، حيث يوصف بأنه المعرفة الذاتية والآراء وطريقة التصرف.
- أنشئ العالم النفسي ألبرت باندورا تصنيفاً يدعى «بالفعالية الذاتية» يعتمد على تباين درجات الإدراك الذاتي بين الأفراد.
- في وهم التفوق، حيث يعتقد أغلب الناس أنهم أفضل من متوسط بقية الناس؛ فعلى سبيل المثال يعتقد 90% من السائقين أن قدرتهم أفضل من السائق المتوسط (العادي) وذلك حسب دراسة (Swenson, 1980).

## في المسرح
يهتم المسرح بالإدراك والإدراك الذاتي جداً، وهناك ارتباط محتمل بين جمهور المسرح وإدراك الفرد الذاتي. حيث يتوجب على الممثلين والحضور عدم كسر الجدار الرابع للحفاظ على سياق العمل المسرحي.

## في الخيال العلمي
في الخيال العلمي، يعتبر الوعي الذاتي خاصة إنسانية جوهرية لكنّها تستخدم مع الحواسيب «ذاتية الإدراك» ومع الفضائيين ويتم التعامل معها كشخصية ذات وعي ذاتي مستقل كالبشر.

## مقالات ذات صلة
- الاستمتاع بمجد الآخرين